# Hirth HM 506
Der Hirth HM 506 ist ein von der Hirth Motoren GmbH in Stuttgart-Zuffenhausen produzierter deutscher Flugmotor der 1930er Jahre.

## Einsatz
Der HM 506 war die sechszylindrige Ausführung der im Aufbau weitgehend identischen Motorenreihe HM 504, HM 508 und HM 512. Die Komponenten dieser Triebwerke, zu denen eine geteilte Kurbelwelle mit Hirth-Verzahnung und Zylinder mit einheitlichem Hubvolumen gehörten, waren als Baukastensystem ausgeführt und so unter den einzelnen Modellen kombinier- und austauschbar. Vom HM 506 wurde 1934/1935 nur eine kleinere Anzahl gebaut, die hauptsächlich in dem Kunstflugzeug Bü 133 B Jungmeister verwendet wurde.

## Aufbau
Der HM 506 ist ein luftgekühlter Sechszylinder-Viertakt-Einreihenmotor mit hängend angeordneten Zylindern und unterscheidet sich von der Vierzylinderausführung HM 504 nur durch die aufgrund der zwei zusätzlichen Zylinder notwendigen baulichen Veränderungen. Er verfügt über eine Frischöl-Trockensumpfschmierung und Ölrückförderpumpe. Die Zylinder bestehen aus Grauguss mit aufgesetzten Köpfen aus Leichtmetall und sind mit durchgehenden Zugankern auf dem Kurbelgehäuse aus Elektron befestigt, dessen Deckel gleichzeitig als Ölbehälter dient. Jeder Zylinder ist mit je einem Ein- und Auslassventil ausgestattet, das über nadelgelagerte Kipphebel, Stoßstangen und Stößel von der rollengelagerten Nockenwelle angesteuert wird. Die EC-Kolben sind aus Y-Leichtmetall gearbeitet, die Pleuel mit H-förmigen Querschnitt bestehen aus Chromnickelstahl. Die Kurbelwelle mit Hirth-Verzahnung ist geteilt und läuft auf fünf Rollen- und einem Radiaxlager. Die Zündung erfolgt per Bosch-Magnetzünder mit elektrischer Zündpunktverstellung. Pro Zylinder sind zwei Zündkerzen vorgesehen.

## Einsatz
- Bü 133 B
- Fi 99
- Fi 158
- Go 241
- ITP-16

## Technische Daten
| Kenngröße                               | Daten (Hirth HM 506 A 1)     |
| --------------------------------------- | ---------------------------- |
| Länge über alles                        | 1,26 m                       |
| Breite über alles                       | 0,49 m                       |
| Höhe über alles                         | 0,74 m                       |
| Bohrung                                 | 105 mm                       |
| Hub                                     | 115 mm                       |
| Zylinderhubraum                         | 1 l                          |
| Gesamthubraum                           | 5,98 l                       |
| Verdichtung                             | 6,0                          |
| Dauerleistung am Boden                  | 130 PS (96 kW) bei 2330/min  |
| Erhöhte Dauerleistung (30 min) am Boden | 145 PS (107 kW) bei 2420/min |
| Beste Kurzleistung (5 min) am Boden     | 160 PS (118 kW) bei 2500/min |
| Trockengewicht                          | 153 kg ohne Ausrüstung       |
| Leistungsgewicht                        | 0,96 kg/PS                   |
| Hubraumleistung                         | 26,7 PS/l                    |
| Kraftstoffverbrauch bei Dauerleistung   | 225 g/PSh                    |
| Schmierstoffverbrauch bei Dauerleistung | 3 g/PSh                      |
| Oktanzahl                               | 80                           |